# Diastata fuscula
Diastata fuscula – gatunek muchówki z rodziny Diastatidae i podrodziny Diastatinae.
Gatunek ten opisany został w 1823 roku przez Carla Fredrika Falléna jako Drosophila fuscula.
Muchówka o ciele długości od 2,5 do 2,75 mm. Głowę ma żółtą, zaopatrzoną w wibrysy i skrzyżowane szczecinki zaciemieniowe. Czułki również ma żółte. Tułów cechuje brązowawoszaro opylone śródplecze oraz mezopleury z rozproszonym owłosieniem powierzchni i szczecinkami na tylnych brzegach. Skrzydła mają brązowe przydymienie przednich krawędzi, sięgające prawie do wierzchołka żyłki radialnej R2+3. Odnóża odznaczają się dobrze rozwiniętymi szczecinkami przedwierzchołkowymi goleni.
Owad znany z Hiszpanii, Irlandii, Wielkiej Brytanii, Francji, Belgii, Holandii, Niemiec, Danii, Szwecji, Szwajcarii, Austrii, Włoch, Polski, Litwy, Czech, Słowacji, Węgier, Słowenii, Rumunii, Bułgarii, Macedonii, Grecji, Afryki Północnej i Bliskiego Wschodu.